# Гриндейлская средняя школа
Гриндейлская средняя школа (англ. Greendale High School) — четырёхлетняя государственная средняя школа в Гриндейле, штат Висконсин (США), пригороде Милуоки. Являясь частью школьного округа Гриндейл, она обслуживает учащихся с 9 по 12 класс.

## Обзор
В Гриндейлской средней школе в 2019—2020 учебном году обучалось 920 учащихся 9—12 классов, соотношение учеников и учителей составляло 16 к 1. Согласно результатам государственных тестов, 54 % учащихся имеют высокий уровень знаний по математике и чтению.
Гриндейлская средняя школа занимает 20-е место в рейтинге школ штата Висконсин. Студенты имеют возможность сдавать курсы и экзамены Advanced Placement®. Общее количество учащихся из числа меньшинств составляет 24 %, а 21 % учащихся относятся к экономически неблагополучным слоям населения. Гриндейлская средняя школа — единственная средняя школа в школьном округе Гриндейл. Школа занимает 912 место в национальном рейтинге. Школы оцениваются по результатам обязательных государственных тестов выпускников, и по тому, насколько хорошо школы готовят учеников к поступлению в колледж.
Гриндейлская средняя школа предлагает полный спектр мероприятий и клубов, новые клубы формируются на основе интересов учащихся.

## Школьный маршевый оркестр
Маршевый оркестр Гриндейлской средней школы 16 лет подряд, с 2005 по 2018 год, становился чемпионом штата класса AA и был выбран для участия в параде Мэйси в День благодарения в Нью-Йорке в 2016 году, а также в турнире Парада роз 2020 года в Пасадине (Калифорния).

## Известные выпускники
- Джим Грюнвальд[англ.] — борец греко-римского стиля, бывший член олимпийской сборной США[9].
- Дэйв Смит — игрок Американской футбольной лиги[10].
- Джейн Качмарек — актриса[11].
- Стивен Берроуз[англ.] — комедийный актёр, писатель, режиссёр[12].
- Люк Эйснер — актёр, диджей, модель[13].